# Oak Creek (Colorado)
Oak Creek is een plaats (town) in de Amerikaanse staat Colorado, en valt bestuurlijk gezien onder Routt County.

## Demografie
Bij de volkstelling in 2000 werd het aantal inwoners vastgesteld op 849.
In 2006 is het aantal inwoners door het United States Census Bureau geschat op 791, een daling van 58 (-6,8%).

## Geografie
Volgens het United States Census Bureau beslaat de plaats een oppervlakte van
0,7 km², geheel bestaande uit land. Oak Creek ligt op ongeveer 2264 m boven zeeniveau.

## Plaatsen in de nabije omgeving
De onderstaande figuur toont nabijgelegen plaatsen in een straal van 64 km rond Oak Creek.